# Albeni, Teleorman
Albeni este un sat în comuna Scurtu Mare din județul Teleorman, Muntenia, România. Se află în partea de nord a județului,  în Câmpia Găvanu-Burdea. La recensământul din 2002 avea o populație de 324 locuitori. La NE de localitate, în punctul „Gropării“, arheologii au identificat o așezare de tip tell ce datează din Eneolitic. Aceasta figurează pe lista monumentelor istorice (cod: TR-I-s-B-14184).